# Marry You
„Marry You” este un cântec al cântărețului american Bruno Mars, lansat ca al patrulea single de pe albumul său de debut, Doo-Wops & Hooligans. Mars a compus cântecul alături de echipa sa de producție The Smeezingtons. „Marry You” prezintă influențe de reggae și R&B. Din punctul de vedere al versurilor, Mars cântă despre dorința spontană de a se căsători. A obținut recenzii mixte de la critici, o parte din ei lăudând producția și vocea lui Mars din timpul piesei.
Cântecul a atins locul optzeci și cinci în Billboard Hot 100 și locul zece în Canadian Hot 100. De asemenea a ajuns până pe locul opt în Australia și pe locul unsprezece în Marea Britanie.